# Ле Галь, Марсель
Марсель Луиз Фернан Ле Галь (фр. Marcelle Louise Fernande Le Gal; в девичестве — Шокар (Choquard); 1895—1979) — французская учёная-миколог, специалист по дискомицетам.

## Биография

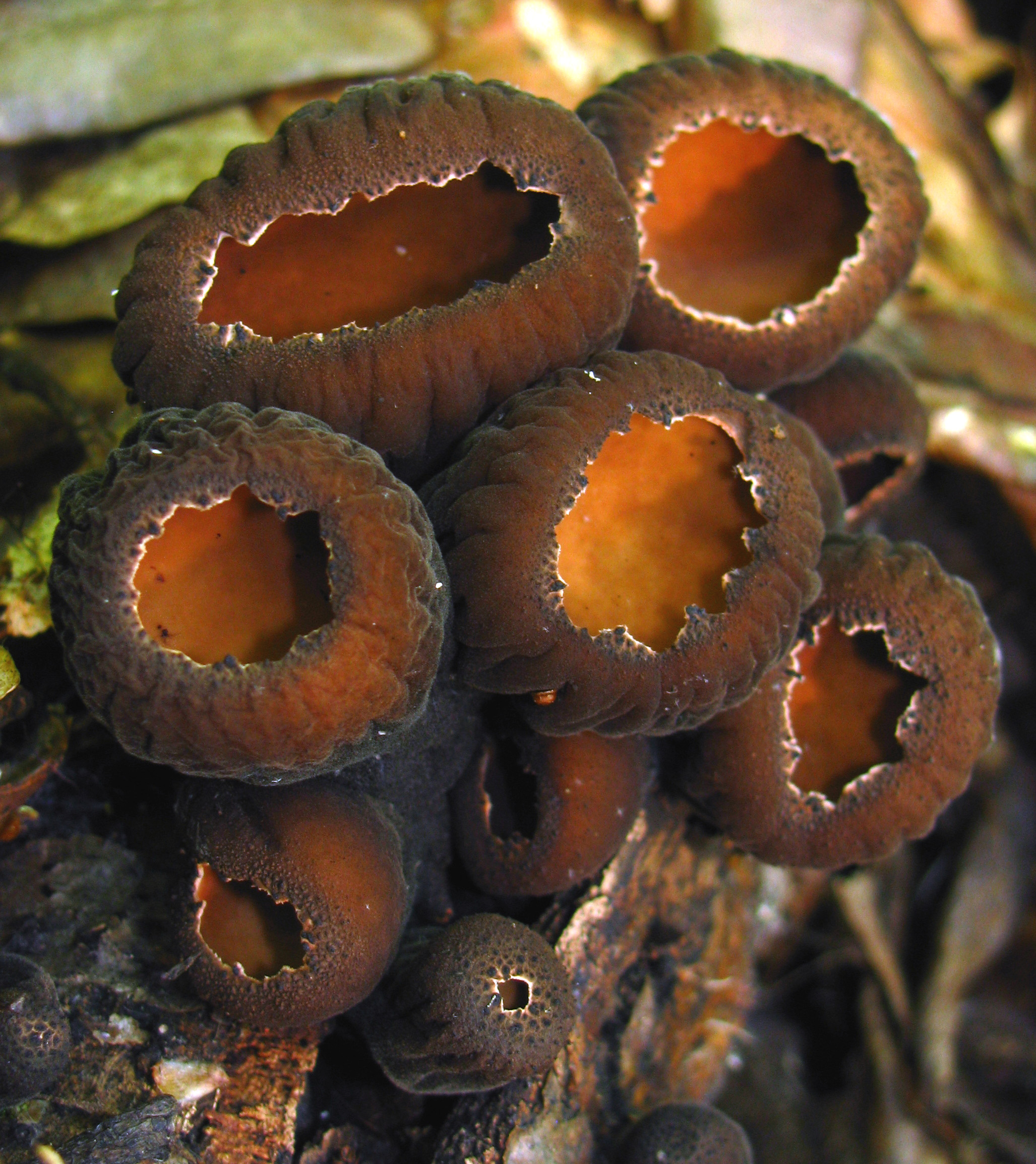
Galiella rufa — типовой вид рода, названного в честь М. Ле Галь

Марсель Шокар родилась 14 февраля 1895 года в городе Амьен во Франции в семье работника на железной дороге и художника. Училась в Амьенском лицее, затем поступила в Парижский университет. В 1915 году получила степень магистра наук по биологии. Во время Первой мировой войны Марсель жила в Нью-Йорке, в 1920 году стала магистром Колумбийского университета. Затем Марсель вернулась во Францию. В 1922 году она вышла замуж за лингвиста Этьена Ле Галя. Этьен и Марсель Ле Галь стали собирать грибы, Марсель приносила неопределённые образцы в лабораторию Парижского музея естественной истории. С 1932 года она посещала сборы Французского микологического общества. Затем она стала работать в Лаборатории, при поддержке Роже Эйма стала изучать дискомицеты. В 1944 году Марсель Ле Галь закончила докторскую диссертацию, за которую получила премию Монтаня. В том же году она стала работать в Национальном центре научных исследований, в 1957 году была назначена его главой. С 1954 по 1957 Ле Галь была первой женщиной — президентом Французского микологического общества. В 1960 году Марсель ушла на пенсию. В 1962 году она была избрана вице-президентом Британского микологического общества. Ле Галь готовила материалы для монографии рода Скутеллиния и к 1972 году почти закончила её, однако в 1973 году её муж Этьен умер, после чего зрение Марсель начало ухудшаться. Марсель Ле Галь скончалась 23 июня 1979 года в Амьене от осложнений после операции по лечению катаракты.

## Некоторые публикации
- Le Gal, M. (1947). Ornamentations sporales des discomycètes operculés. Annales des Sciences Naturelles Botanique, Série 11 8: 89-297, 1 pl., 73 figs.
- Le Gal, M. (1953). Les Discomycètes de Madagascar. 1-465. Paris.

## Род и виды грибов, названные в честь М. Ле Галь
- Galiella Nannf. & Korf, 1957
- Marcelleina Brumm., Korf & Rifai, 1967
- Boletus legaliae Pilát, 1968
- Boletus purpureus var. legaliae Pilát, 1959
- Cortinarius magaliae Rob.Henry, 1996
- Lachnum legaliae W.Y.Zhuang & Zheng Wang, 1998
- Scutellinia legaliae Lohmeyer & Häffner, 1983